# Trnava

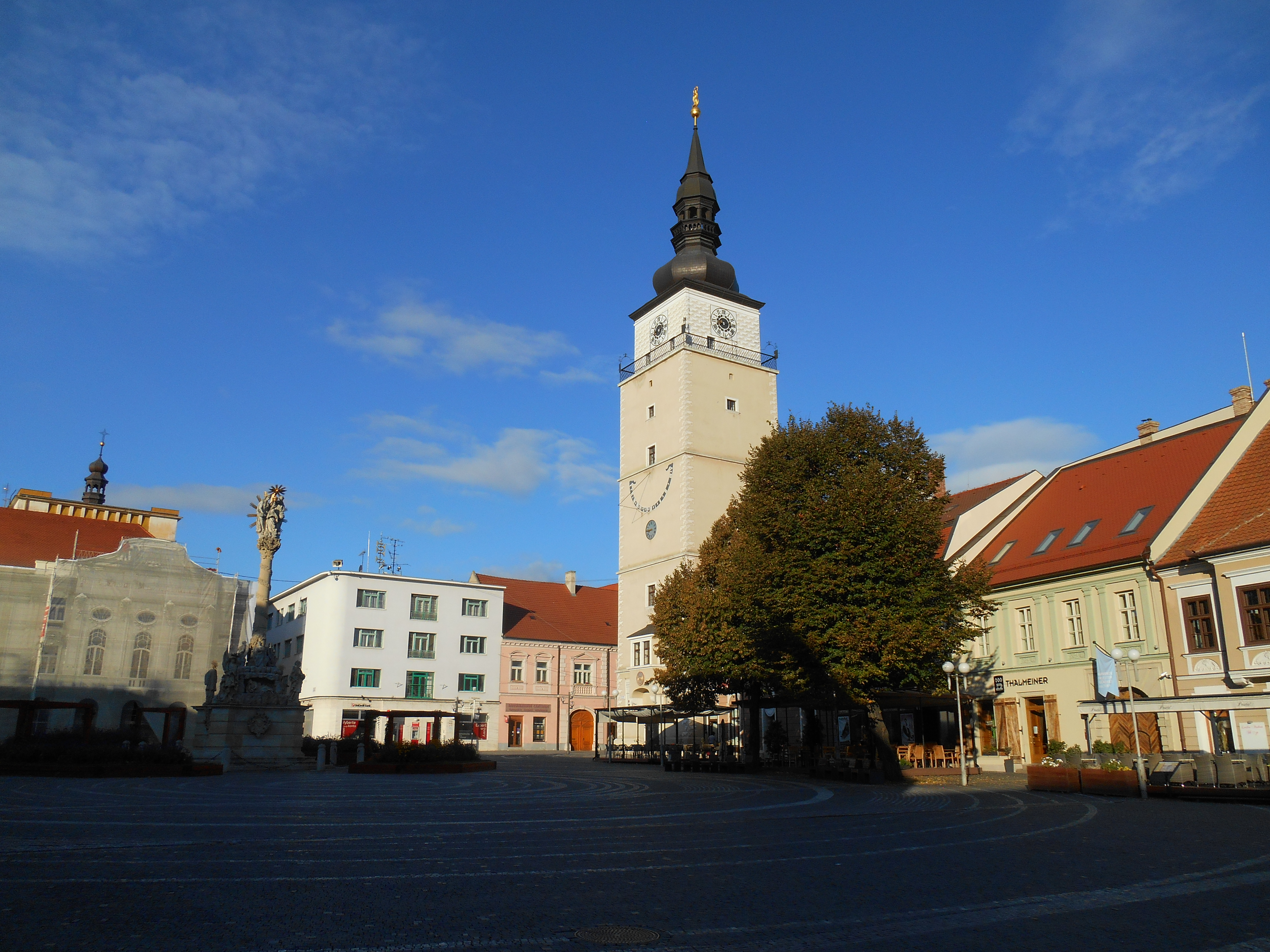
La piazza della Trinità con la colonna votiva

Trnava (in ungherese Nagyszombat, in tedesco Tyrnau) è una città della Slovacchia, capoluogo del distretto e della regione omonimi. Situata a nord-est della capitale Bratislava, dalla quale dista 50 km, Trnava è sede arcivescovile e di due università: Università di Trnava e Università dei Santi Cirillo e Metodio di Trnava. La città, per le numerose chiese che vi sorgono, è soprannominata la "Piccola Roma" o la "Roma slovacca" (Slovenský Rím).

## Storia
Insediamenti permanenti sul territorio di Trnava sono documentati dal Neolitico. Durante il Medioevo, un importante mercato sorse al crocevia di due direttrici importanti - una dalla Boemia all'Ungheria e l'altra dal Mediterraneo alla Polonia.
La prima menzione di Trnava (come "Zumbotei") in un documento è del 1211. Nel 1238, Trnava fu la prima città in Slovacchia ad ottenere dal re, Béla IV d'Ungheria, gli statuti cittadini (che includevano alcuni privilegi). Centro tradizionalmente agricolo, Trnava si trasformò gradualmente in centro manifatturiero, commerciale e artigianale. All'inizio del XIII secolo, il re invitò numerosi Tedeschi dei Carpazi a trasferirsi a Trnava; questo insediamento crebbe dopo l'invasione tatara del 1242. A cavallo fra il XIII e il XIV secolo, una parte di Trnava era circondata da mura di notevole perimetro.
Trnava fu anche la sede di molte importanti negoziazioni: Carlo I, re d'Ungheria, firmò qui un accordo monetario con il re di Boemia Giovanni di Lussemburgo nel 1327 e il re Luigi I (che risiedette a lungo in città e vi morì nel 1380) firmò qui un trattato d'amicizia con l'imperatore Carlo IV nel 1360.
La maggioranza tedesca degli abitanti di Trnava cessò in favore degli Slovacchi durante le campagne militari intraprese dagli Ussiti cechi nel XV secolo, che si opponevano ai tedeschi e resero Trnava il centro delle campagne nella Slovacchia sudoccidentale dal 1432 al 1435. La città, insieme con il resto del territorio dell'attuale Slovacchia, acquisì importanza dopo la conquista di una parte sostanziale del Regno d'Ungheria da parte dell'Impero ottomano: nel 1541 Trnava divenne la sede dell'arcidiocesi di Esztergom. La cattedrale dell'arcidiocesi divenne la basilica di San Nicola. Importante era anche la chiesa barocca di San Giovanni Battista (oggi cattedrale dell'arcidiocesi di Trnava), che era la chiesa dell'università. Molti ungheresi fuggirono dalle terre invase dai Turchi e si stabilirono in città.
Nel XVI e ancor più nel XVII secolo, Trnava era un importante centro della Controriforma nel regno d'Ungheria. L'arcivescovo Nicolas Oláh invitò i gesuiti a Trnava nel 1561 per dare incremento alle scuole municipali. Un seminario fu fondato nel 1566 e nel 1577 il sacerdote di Trnava Nicolas Telegdi fondò una tipografia. La prima traduzione cattolica della Bibbia in ungherese (basata sulla Vulgata latina) fu redatta a Trnava da un altro gesuita, György Káldi, che era nato a Trnava nel 1573.
L'Università di Trnava (1635-1777), un'università gesuitica, era l'unica università del Regno d'Ungheria all'epoca e fu fondata dall'arcivescovo Péter Pázmány. Nata con lo scopo di sostenere la Controriforma, divenne presto un centro di cultura e letteratura slovacca, poiché la maggior parte degli insegnanti, metà degli studenti e la maggioranza degli abitanti della città erano slovacchi. Pázmány stesso promosse l'uso della lingua slovacca a preferenza di quella ceca e fece tradurre la sua opera Isteni igazságra vezető kalauz ("Guida alla Verità di Dio") e molte delle sue omelie nella lingua locale.
Il XVII secolo fu anche caratterizzato da molte rivolte antiasburgiche, fra le quali quelle di István Bocskai, di Gabriel Bethlen, di Giorgio I Rákóczi di Imre Thököly ebbero ricadute negative sulla vita di Trnava.
A partire dalla seconda metà del XVIII secolo Trnava divenne un centro artistico e letterario del risorgimento nazionale slovacco. La prima codificazione della lingua slovacca compiuta da Anton Bernolák nel 1787 si basava sul dialetto slovacco della regione di Trnava.
Fino alla Seconda guerra mondiale, Trnava ebbe una consistente minoranza ebraica. La libertà degli ebrei subì restrizioni già dal 1495 e poi dal 1539 al 1800. Dodici ebrei furono pubblicamente arsi nel 1870 durante un pogrom.
L'importanza della città diminuì tra fine XVIII secolo e inizio del XIX secolo, quando l'università fu trasferita a Buda (oggi è chiamata Università Loránd Eötvös) e la sede arcivescovile fu riportata a Strigonio. Tuttavia, nel 1844 Trnava fu collegata a Bratislava con la prima linea ferroviaria del Regno d'Ungheria: si trattava di una ferrovia a cavalli (i motori a vapore entreranno in servizio dal 1872). Il collegamento ferroviario diede il via alla modernizzazione della città, che partì con la costruzione di uno zuccherificio, di una malteria e della fabbrica Coburgh (in seguito chiamata Trnavské automobilové závody  "Fabbrica di automobili di Trnava"). 
La Società di Sant'Adalberto (Spolok svätého Vojtecha), fondata nel 1870 quando la Matica slovenská fu messa fuori legge dalle autorità ungheresi, sostenne il sentimento nazionale slovacco in un tempo di forte magiarizzazione del Regno di Ungheria. Vide la collaborazione di molte personalità cattoliche di tutta la Slovacchia, fra cui anche Mikuláš Schneider-Trnavský, compositore slovacco nativo di Trnava. Nel XIX ma soprattutto all'inizio del XX secolo la città si espanse al di fuori delle mura, che furono in larga parte abbattute nel XIX secolo.
Dopo la formazione della Cecoslovacchia nel 1918, Trnava fu una delle città più industrializzate della Slovacchia e divenne sede di un'amministrazione apostolica per i territori dell'arcidiocesi di Esztergom in Slovacchia, ossia la maggior parte del suo territorio. Nel 1977, Trnava divenne la sede di una nuova arcidiocesi e della prima provincia ecclesiastica slovacca. Con l'erezione di questa arcidiocesi, la Slovacchia divenne - per la prima volta dopo secoli - indipendente dall'Ungheria anche in materia ecclesiastica. Nel 2008 l'arcidiocesi di Trnava divenne suffraganea dell'arcidiocesi di Bratislava.
Nel 1992 con la fondazione dell'Università di Trnava, la città è tornata a essere sede universitaria. Dopo l'indipendenza della Slovacchia (1993), Trnava è diventata il capoluogo dell'omonima regione nel 1996. Nel 1997 è stata fondata un'altra università: l'Università dei Santi Cirillo e Metodio di Trnava. Il gruppo automobilistico francese PSA ha iniziato la costruzione di un grande stabilimento produttivo presso Trnava nel 2003.

## Monumenti e luoghi d'interesse

### Architetture religiose
- Cattedrale di San Giovanni Battista
- Basilica di San Nicola

## Amministrazione

### Gemellaggi
- Casale Monferrato
- Scranton (Pennsylvania)
- Varaždin
- Novo Mesto
- Břeclav
- Sangerhausen

## Sport

### Calcio
La squadra principale della città è lo Spartak Trnava.

### Football americano
La locale squadra di football americano, i Trnava Bulldogs, ha vinto il titolo nazionale nel 2016.

## Galleria d'immagini

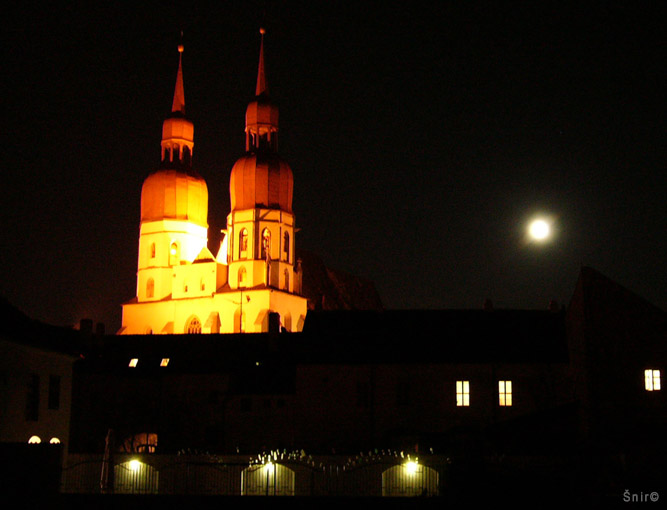
La basilica di San Nicola
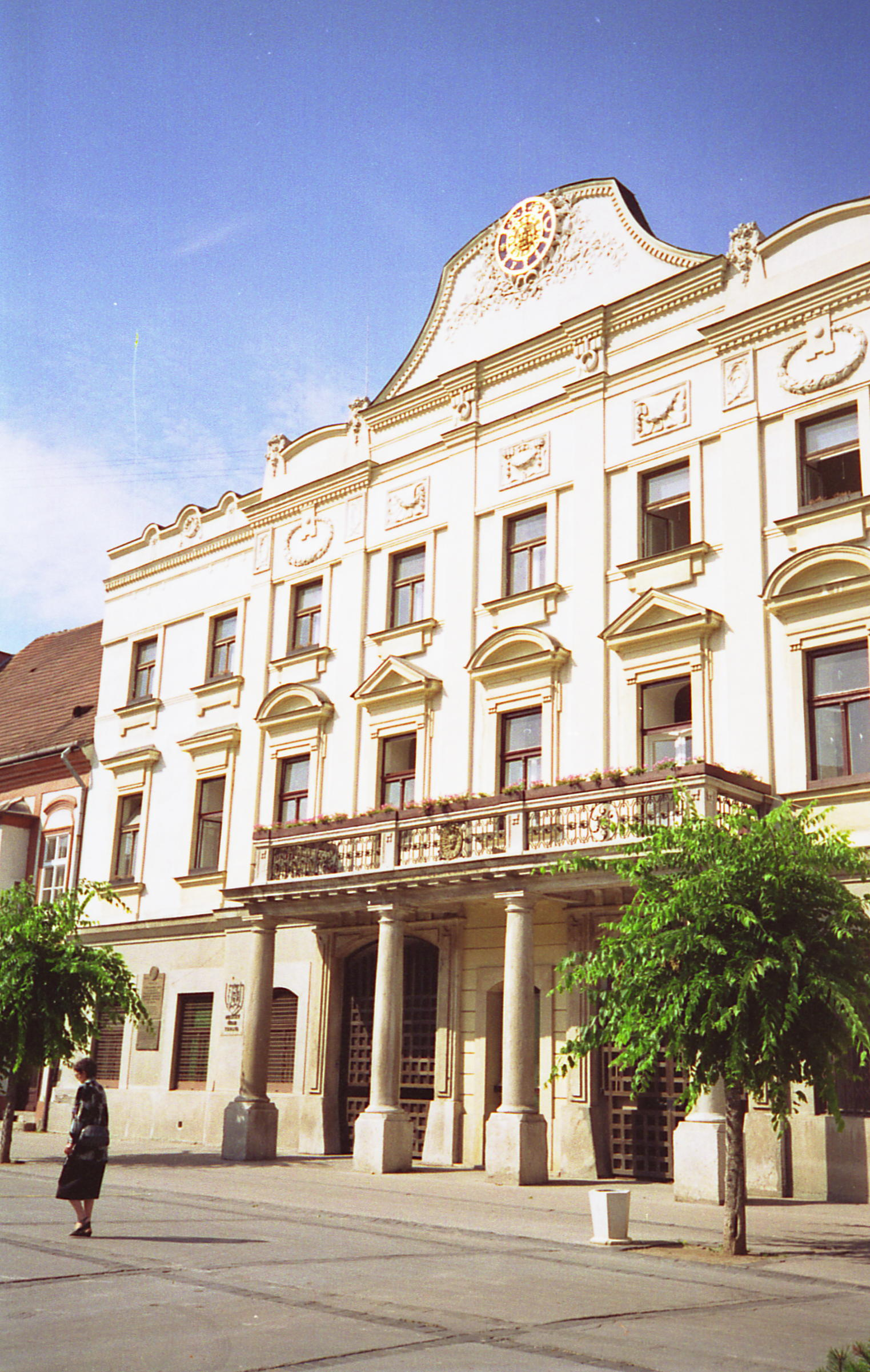
Il municipio
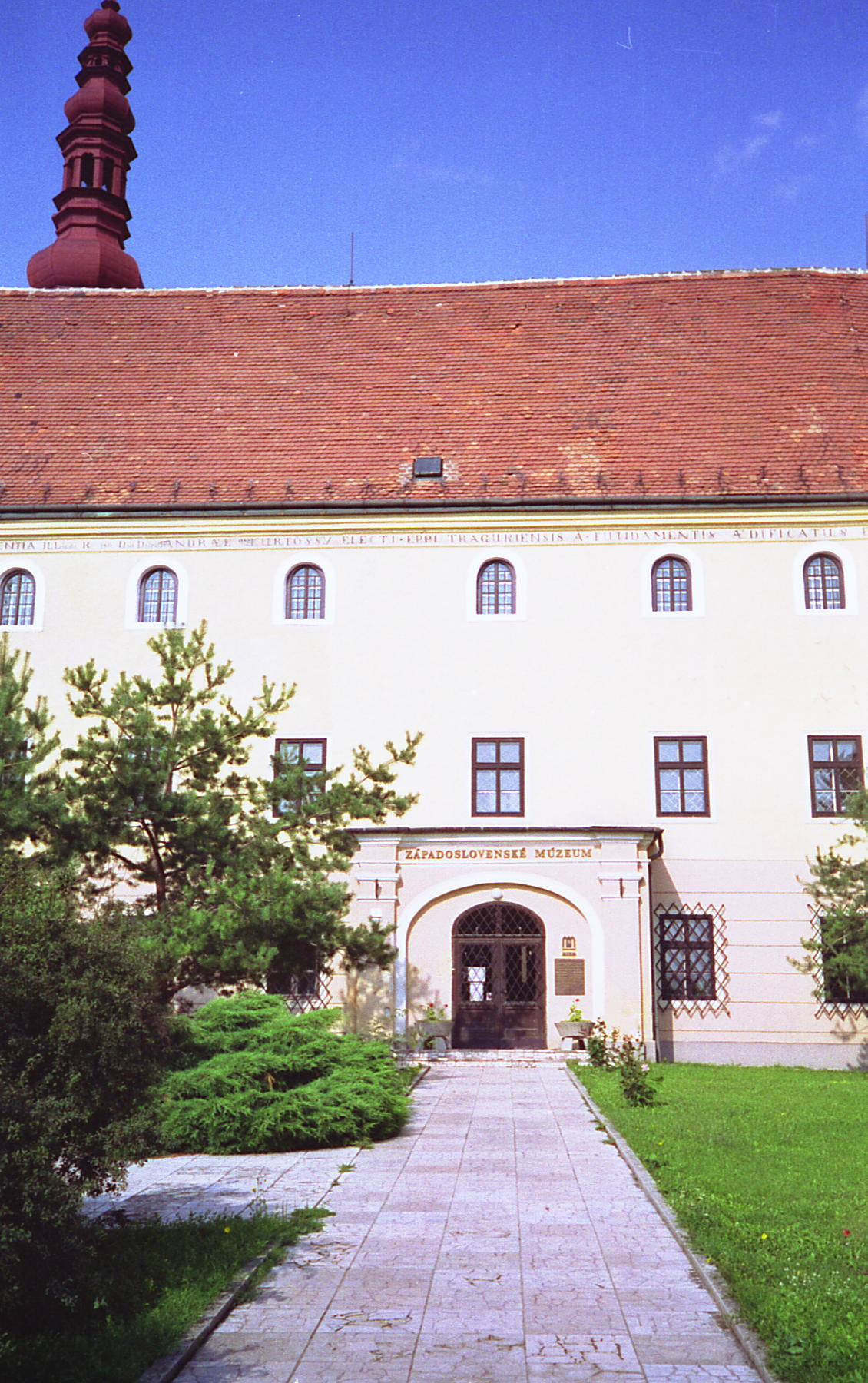
Il museo
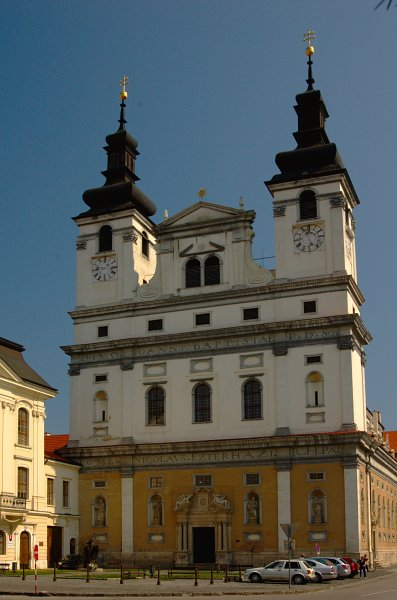
La cattedrale di San Giovanni Battista
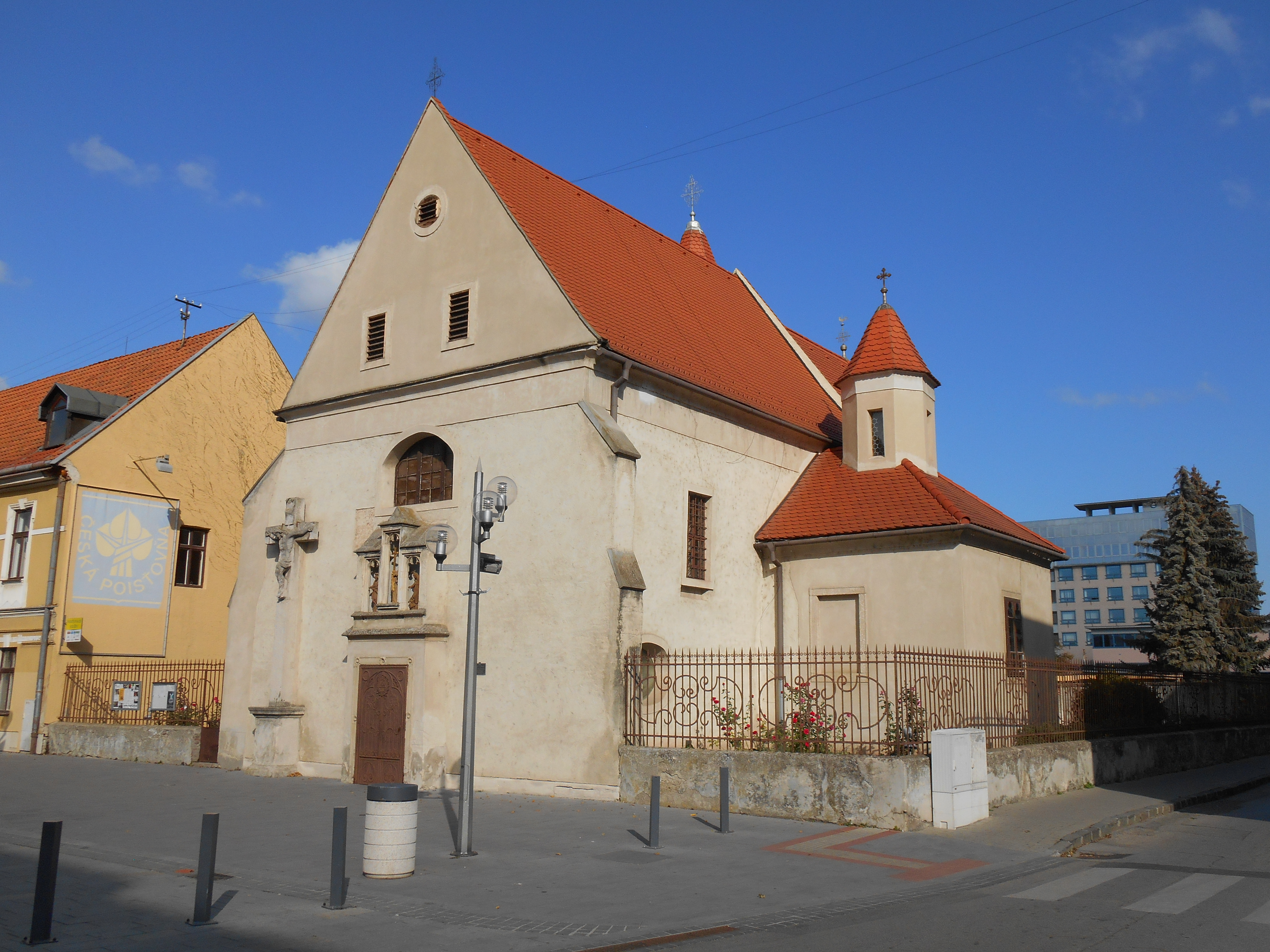
La chiesa di Sant'Elena
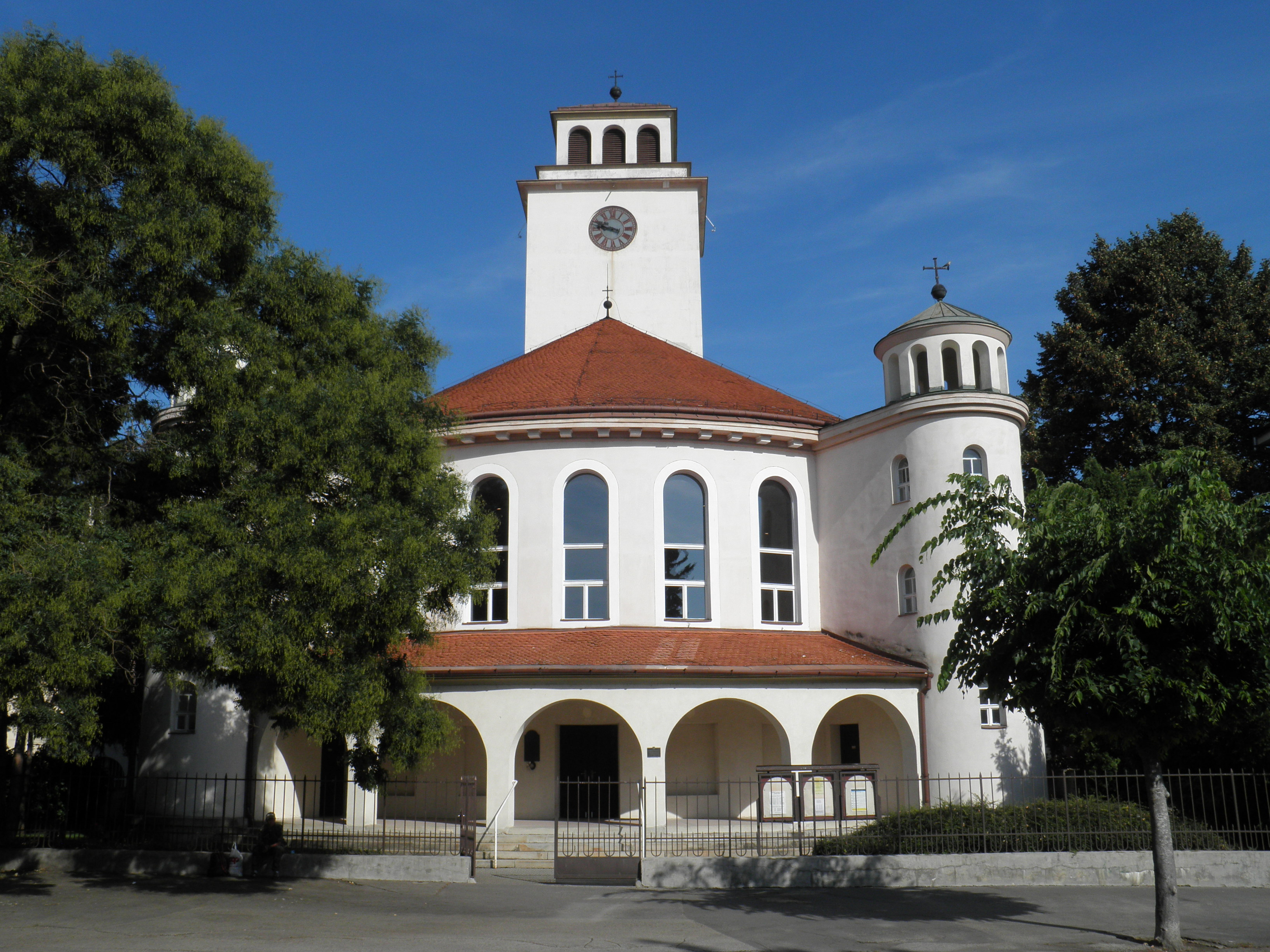
La chiesa evangelica
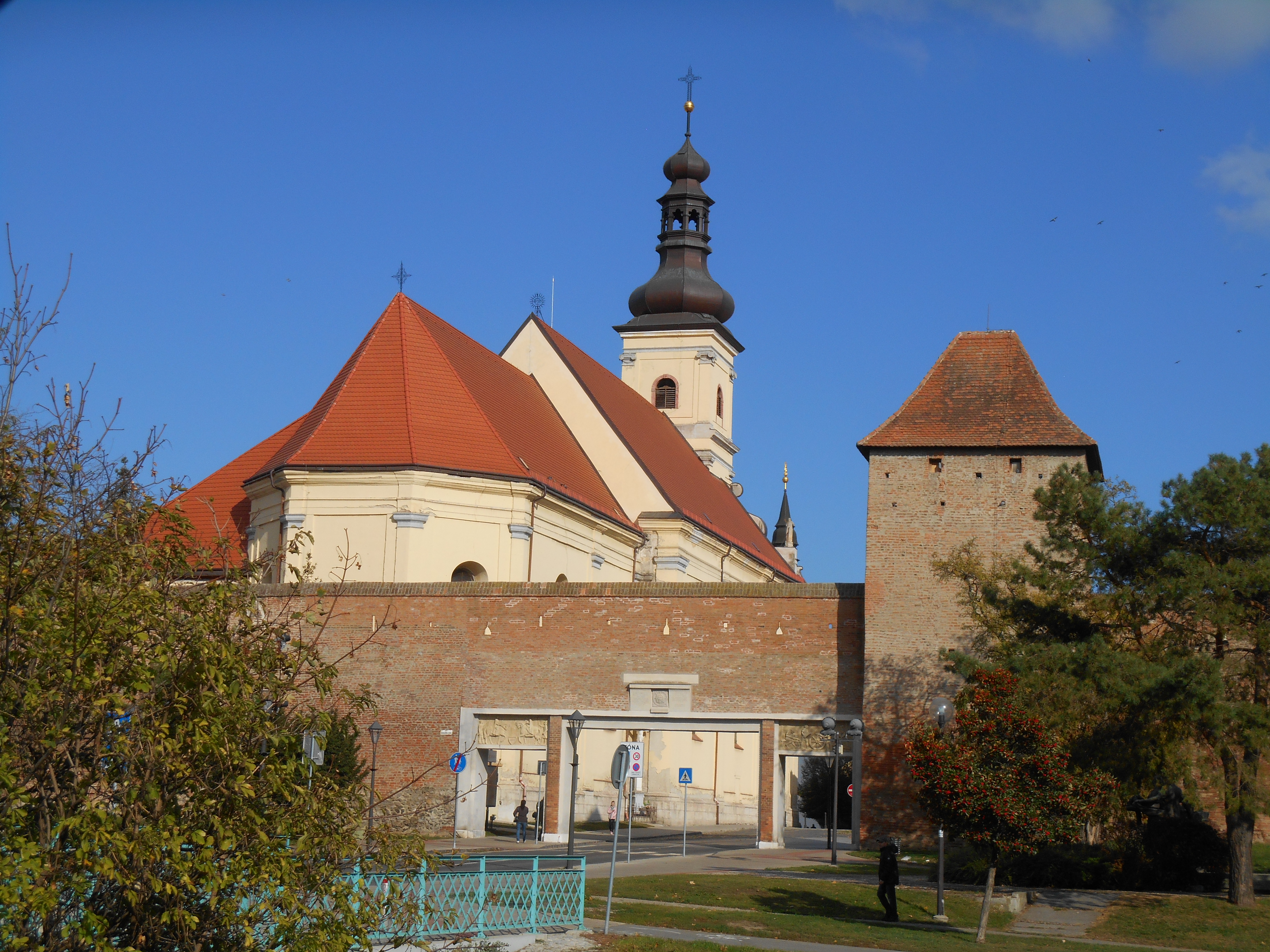
La chiesa dei Francescani